# إشمرارن
إشمرارن هي قرية أمازيغية جبلية مغربية وسط المملكة. تنتمي إشمرارن لإقليم شيشاوة. تضم هذه القرية 7.402 نسمة (إحصاء 2004).